# 홍살문

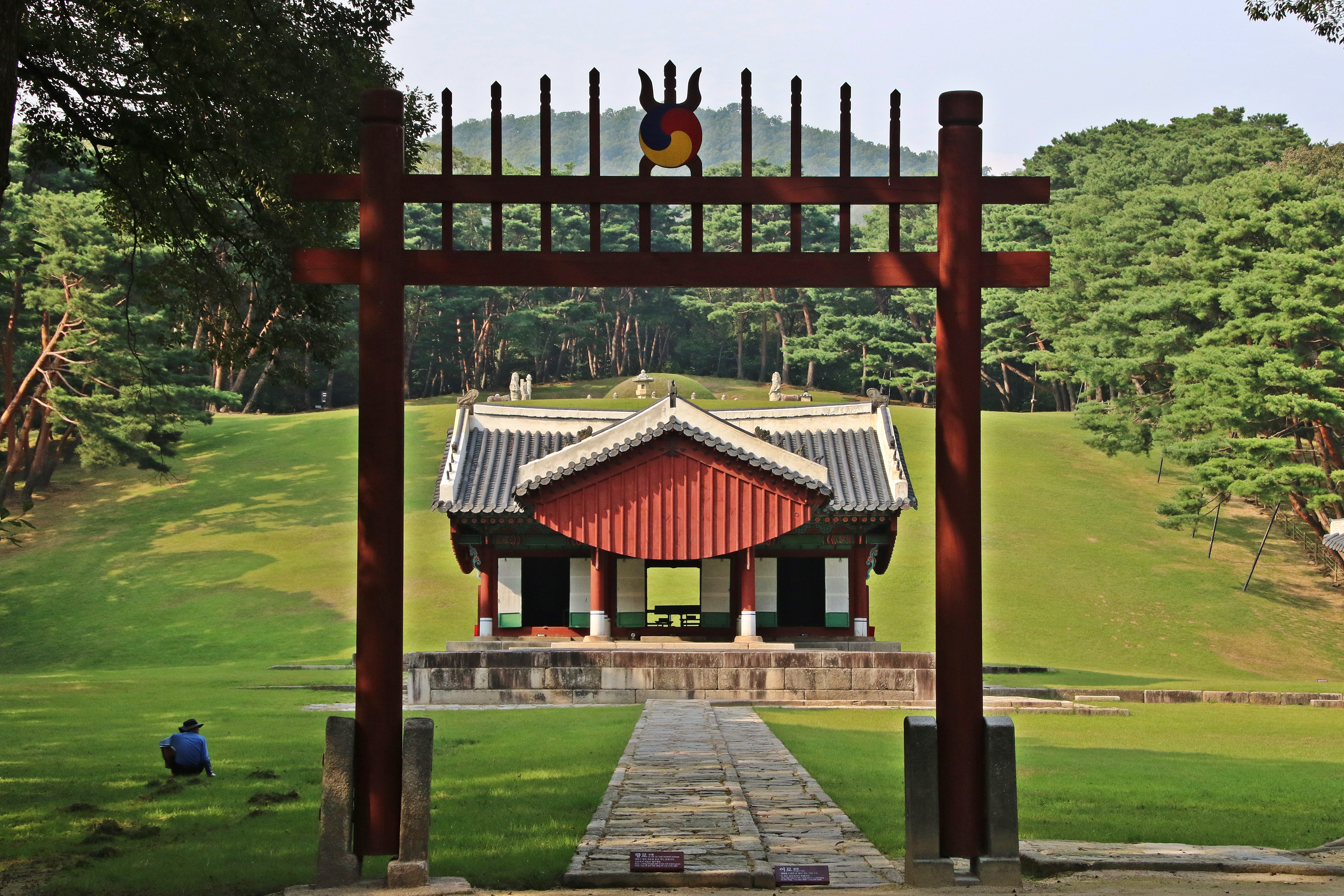
인릉 홍살문

홍살문(紅살門)은 능(陵)·원(園)·묘(廟)·궁전·관아 등의 정면에 세우던 붉은 칠을 한 문이다. 홍살문은 ‘붉은 화살 문’이라는 뜻으로 홍전문(紅箭門), 홍문(紅門)이라고도 한다.

## 특징
수직으로 세운 두 개의 둥근 기둥 위쪽에 수평으로 두 개의 심방을 위아래 좌우 수평으로 나란히 대고, 그 두 나무 사이에 화살 모양의 나무살들을 수직으로 댄 형태다. 살의 수량에 대해서는 아직까지 연구된 바가 없는듯 하다. 당연히 지붕도 없고 문짝도 없으며 문의 가운데 윗부분에는 태극 문양이 있다. 태극문양은 삼태극이 주로 쓰였으며, 태극 문양 위의 지창(枝槍)은 2지창과 3지창으로 나뉜다.
일주문과 같이 두개의 기둥만으로 자립해야하는 구조이지만 지지방식은 일주문과 다르다. 자립 방식은 세가지 정도로 나눌수 있다.
첫번째 형식은 기둥의 하단부가 하부 초석에 굴립주 형태로.꽃히는 형태로 우수가 기둥을 타고 기둥하부로 유입되어 썩는 경우가 있으므로 초석 하부에 다시 별도의 구멍을 뚫어준다. 두번째는 기둥의 굵기보다 초석의 구멍을 더 넓게 만들어주고 옆에 구멍을 뚫어 기둥의 하부를 붙잡아 주는 경우이다. 세번째는 사찰의 당간지주와 유사하게 좌우측에 기다란 평석을 세우고 기둥을 세운다음 좌우측에서 두개의 비녀장을 꽃아 주는 경우이다. 기타 다른 사례도 있지만 흔치 않다.
일주문이 기둥의 굵기와 상부의 하중, 기둥 하방을 잡아주는 문설대의 횡력보강으로 서있다면 홍살문은 순전히 기둥 뿌리의 고정으로만 서있는 경우이다.
기둥 상부의 하중이 크게 작용하지 않기 때문이다.
절에서 가장 앞에 세우는 일주문도 원래는 홍살문이 대신 했던 듯하며, 역사적으로는 인도의 스투파 앞에 세우던 '토라나'(Torana)가 그 뿌리다.
이것이 중국에서는 '패방'(牌坊), 한국에서는 '홍살문'과 '일주문', 일본에서는 '토리이'(鳥居), 베트남에서는 '탐꽌'(Tam quan;三關)으로 이어졌다.
삼국시대 신라에서 발생한 것으로 알려져 있다. 충청남도 청양군에서 발견된 칠갑산 암각화에는 약 1,500년 전 마을 풍경을 묘사한 그림이 세선각 기법으로 새겨져 있는데, 이 암각화에서도 현재와 같은 홍살문의 형태를 뚜렷하게 찾아볼 수 있다. 이는 이미 홍살문 문화가 삼국시대 말 고구려 및 백제 일대에까지 전파되었다는 것을 의미한다. 또 경주 오릉 내 박혁거세 거서간의 제사를 모시는 숭덕전의 입구에도 홍살문이 자리잡고 있다.

## 사진

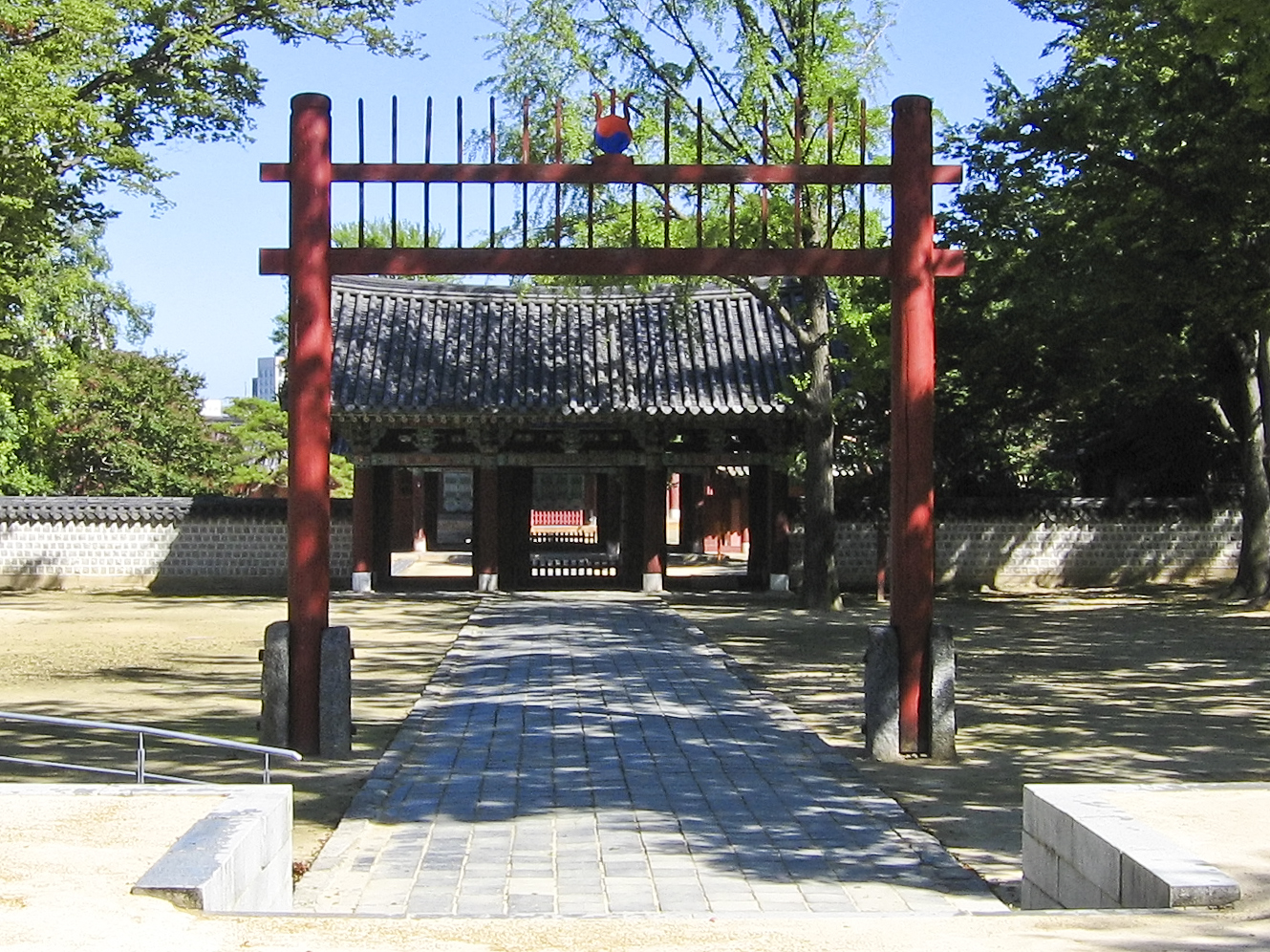
전주 경기전 홍살문
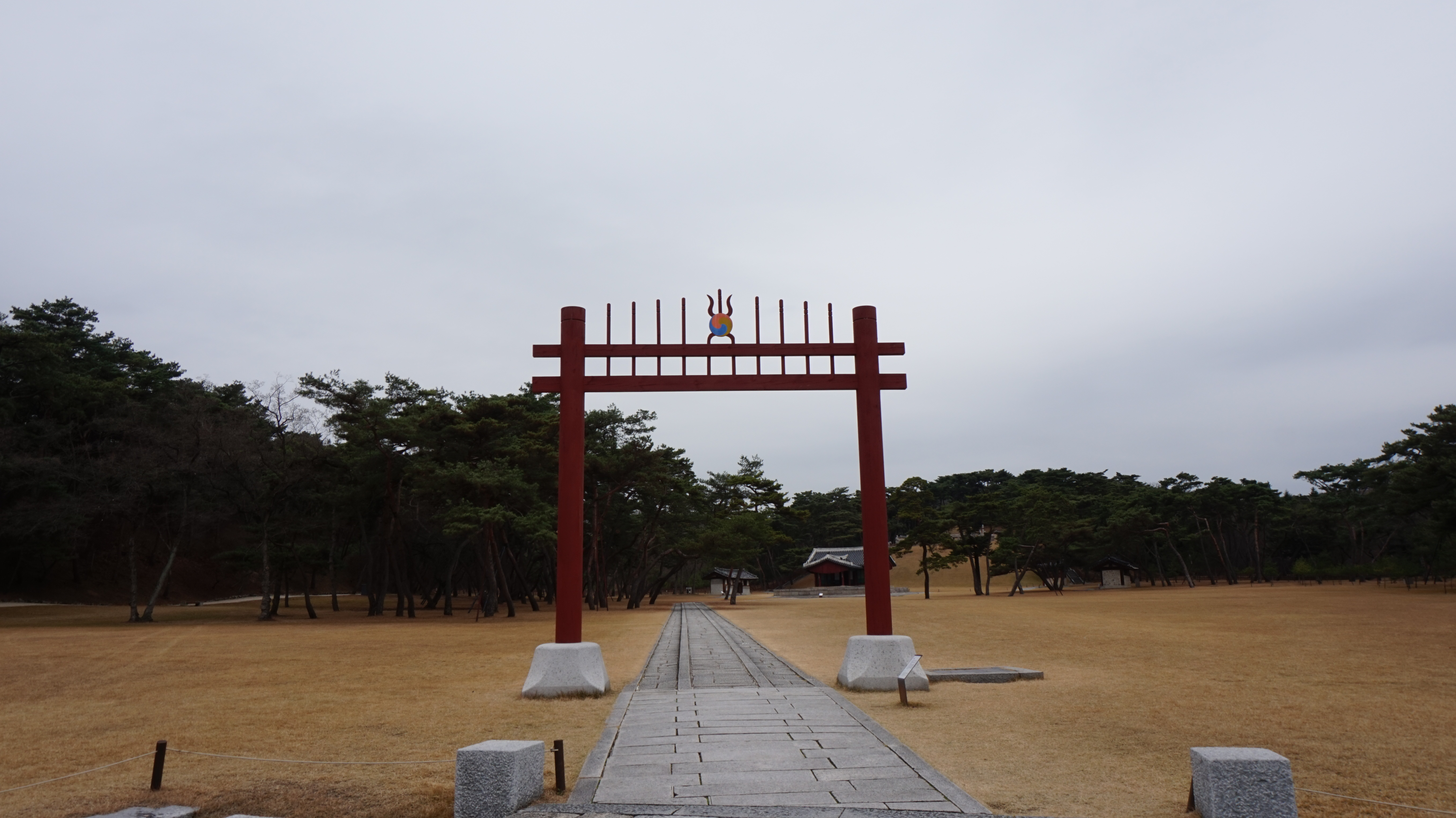
세종대왕 영릉 홍살문
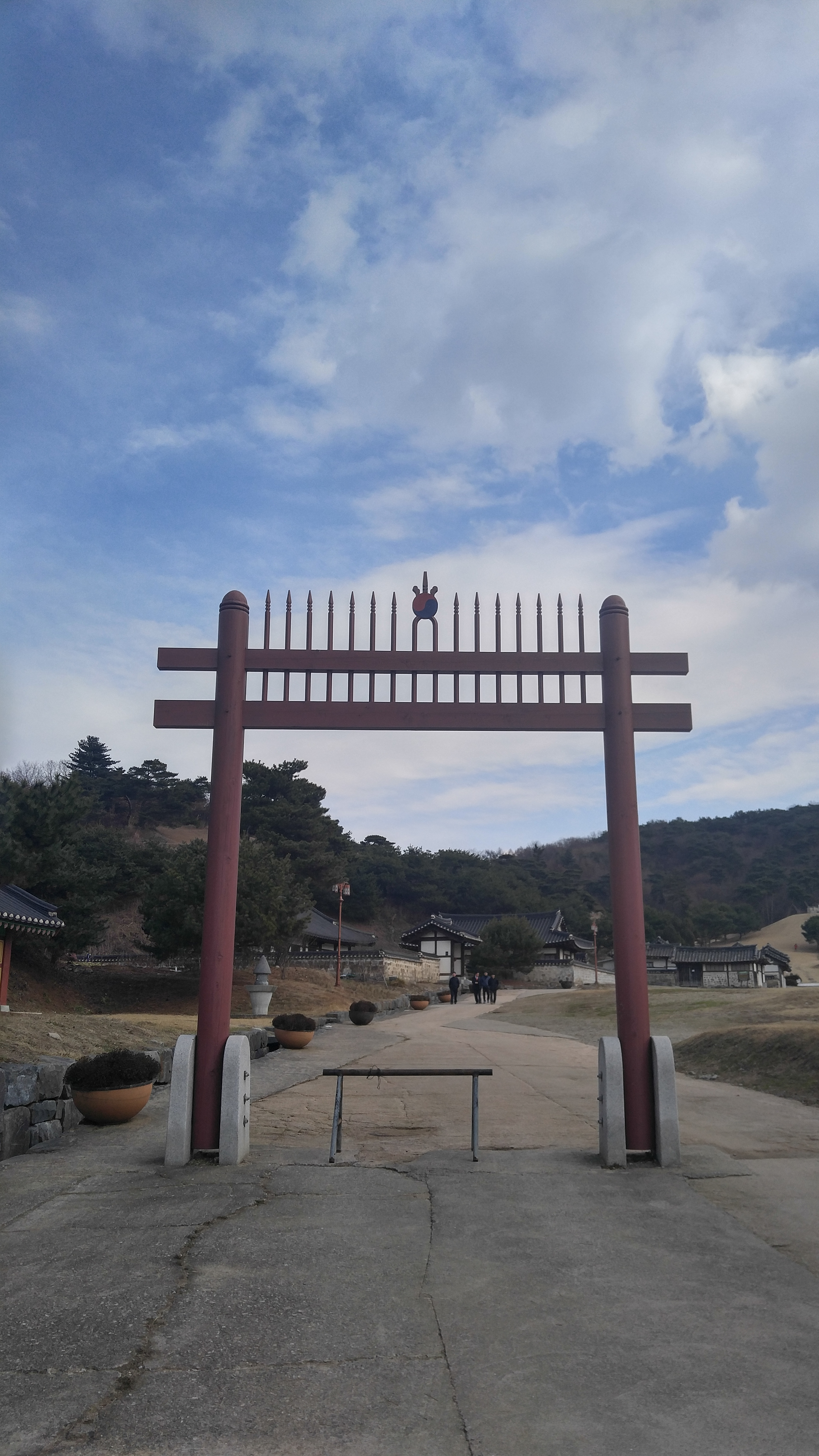
포은 정몽주 선생묘 홍살문

## 같이 보기
- 일주문
- 도리이
- 패방

1. ↑  [사찰의 美(5)] 일주문의 뿌리는? (토라나, 패방, 홍살문, 도리) https://m.cafe.daum.net/santam/IZ0A/177